# Bataafsche Credietbank
De Bataafsche Credietbank was een Nederlandse bank die van 1913 tot en met 1927 actief is geweest.
De bank werd op 9 augustus 1912 opgericht met F.W. Junghuhn als directeur en tenniskampioen Christiaan van Lennep als onderdirecteur. De laatste werd na korte tijd tot directeur bevorderd waarna Junghuhn als commissaris optrad. Het kapitaal bedroeg bij oprichting f 200.000 en is nooit uitgebreid. De bank is altijd matig winstgevend geweest, het dividend schommelde rond de 5%, met een hoogtepunt van 6,5% in 1919. Op twee aandeelhoudersvergaderingen in 1927 werd eerst tot ontslag van de directeur en vervolgens tot liquidatie van de vennootschap besloten. De liquidatie duurde tot 1932. Uiteindelijk is 112% van het ingelegde kapitaal aan aandeelhouders terugbetaald. De bank was gevestigd in de Parkstraat 10 in Den Haag.